# 므웨루호
므웨루 호(Mweru, Mwelu)는 아프리카에서 두 번째로 긴 콩고강에 위치한 민물 호수이다. 잠비아와 콩고 민주 공화국의 사이에 위치해 있다. 상류에는 루와푸라 강이, 하류에는 칼롱위시 강이 흐른다. 세계에서 29번째로 넓은 호수이다.
므웨루 호에서 므웨루는 반투어로 "호수"를 뜻하기 때문에 그냥 "므웨루"라고도 부르기도 한다.

## 같이 보기
- 카탕가주
- 루아풀라주